# Cap de São Vicente

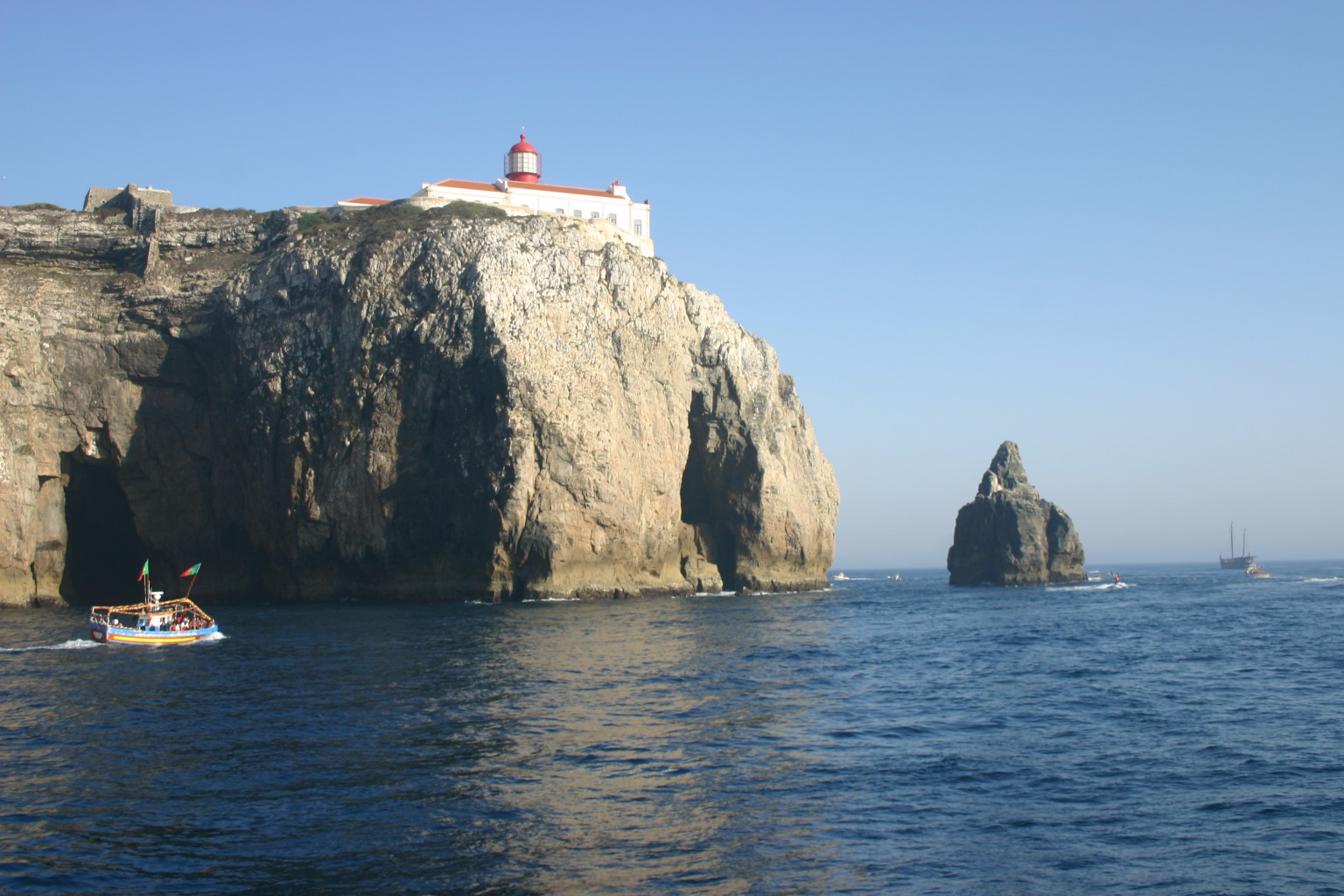
Vista oest del cap de São Vicente.

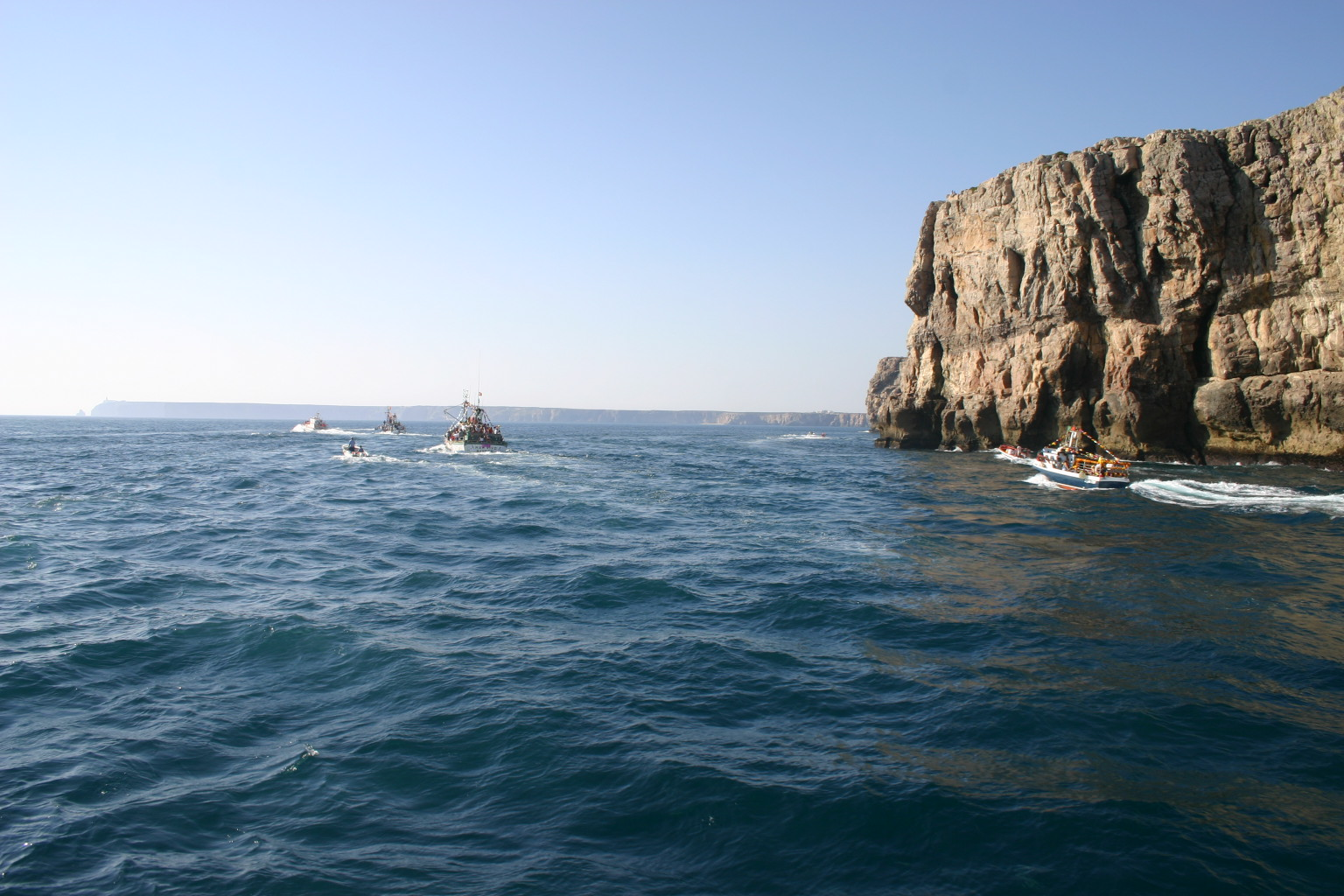
Vista sud del cap de São Vicente.

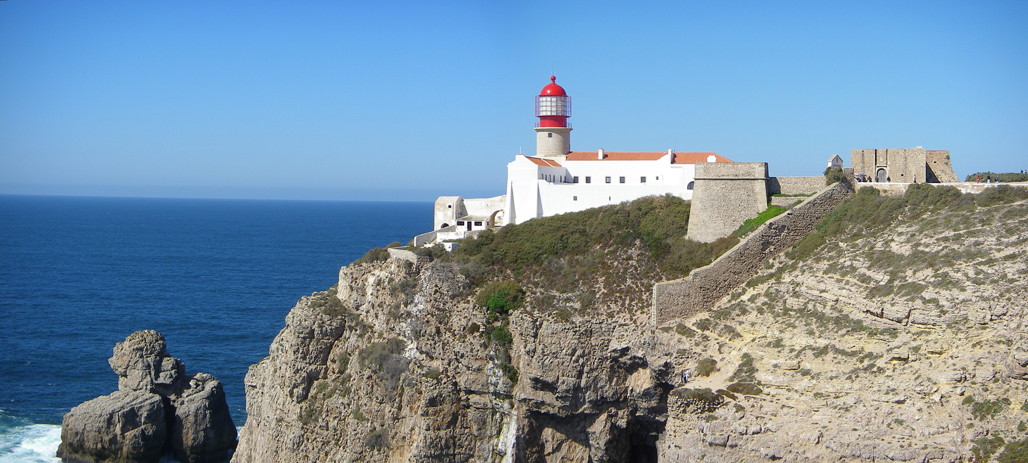
El far del cap de São Vicente.

El cap de São Vicente (cap de Sant Vicenç o Vicent) és un accident geogràfic situat a l'extrem sud-oest de la península Ibèrica. Delimita l'extrem occidental del golf de Cadis i és a prop de la localitat de Sagres, Vila do Bispo (Portugal). Antigament els romans l'anomenaven Promontorium Sacrum, dedicat al Déu Saturn.
Al cap hi ha una antiga fortalesa i un far. A Lagos, a 25 km a l'est del cap, Enric el Navegant, infant de Portugal, hi va establir el segle XV una escola de navegació que va impulsar molts dels grans descobriments portuguesos de l'època. Davant el cap s'hi va produir, l'any 1797, la batalla del Cap de São Vicente.